# Joe Arroyo
Joe Arroyo, född som Álvaro José Arroyo González 1 november 1955 i Cartagena, Colombia, död 26 juli 2011 i Barranquilla, Colombia, var en av den latinamerikanska musikscenens största stjärnor. Han har spelat in många album och runt 150 låtar, varav de mest kända är La Noche och Rebelion (No le pegue a la negra). Den sistnämnda handlar om slavhandeln när spanjorerna koloniserade Colombia. Joe Arroyo blev känd som en av den karibiska musikens främsta företrädare genom sin unika stil som blandade genrer som calypso, merengue, reggae, salsa, soca, cumbia och tambores.
Vid sin död var Arroyos karriär på uppåtgående i hemlandet eftersom hans liv var föremål för Colombias mest sedda såpopera. Tv-serien El Joe, La Leyenda bygger på hans musik och färgstarka liv som innehöll såväl drogproblem som kvinnoaffärer.
2013 uppfördes en staty i Barranquilla med Joe Arroyo skulpterad .